# Pawełki (powiat sokólski)
Pawełki – wieś w Polsce położona w województwie podlaskim, w powiecie sokólskim, w gminie Sokółka.
W latach 1975–1998 miejscowość należała administracyjnie do województwa białostockiego.